# Hohe Kante
Hohe Kante bezeichnet einen Platz im Baldachin eines Bettes, an dem früher wohlhabende Menschen ihr Erspartes versteckten. Häufig befand sich in einem Balken des Baldachins ein besonderes Geheimfach zu diesem Zweck.
Auch in alten Truhen findet sich an der oberen (hohen) Kante eine Lade, in die Geld gelegt wurde.
Aus dieser Gepflogenheit hat sich die Ansicht abgeleitet, die Redewendung „auf die hohe Kante legen“ für „etwas sparen“ leite sich hiervon ab.
Beim Segeln setzt sich die Crew auf die hohe Kante (die Luvseite), um die Krängung zu verringern. Dort ist zudem die Übersicht am besten.

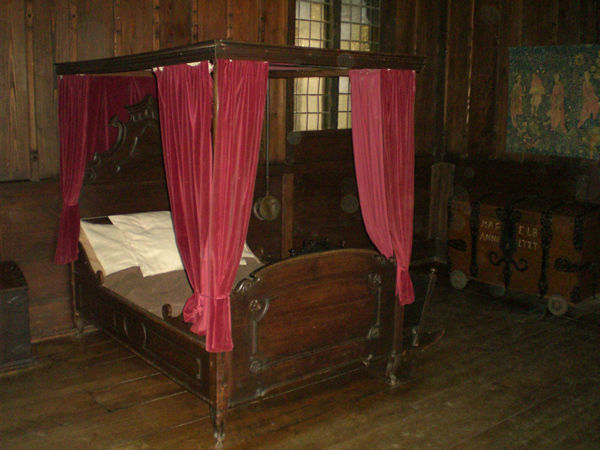
Bett in der Marksburg mit Baldachin.
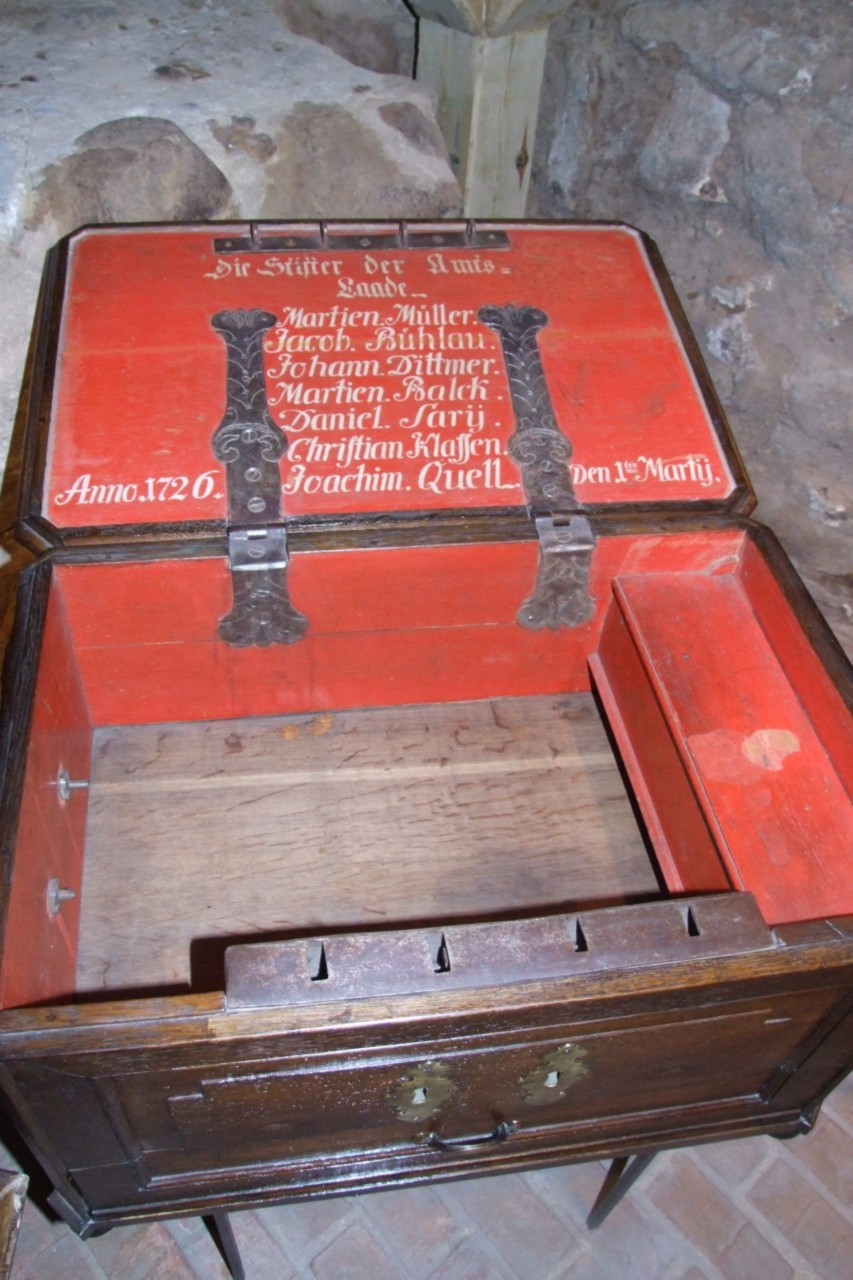
Amtslade von 1726 im rechten Teil die Lade welche Hohe Kante genannt wird.
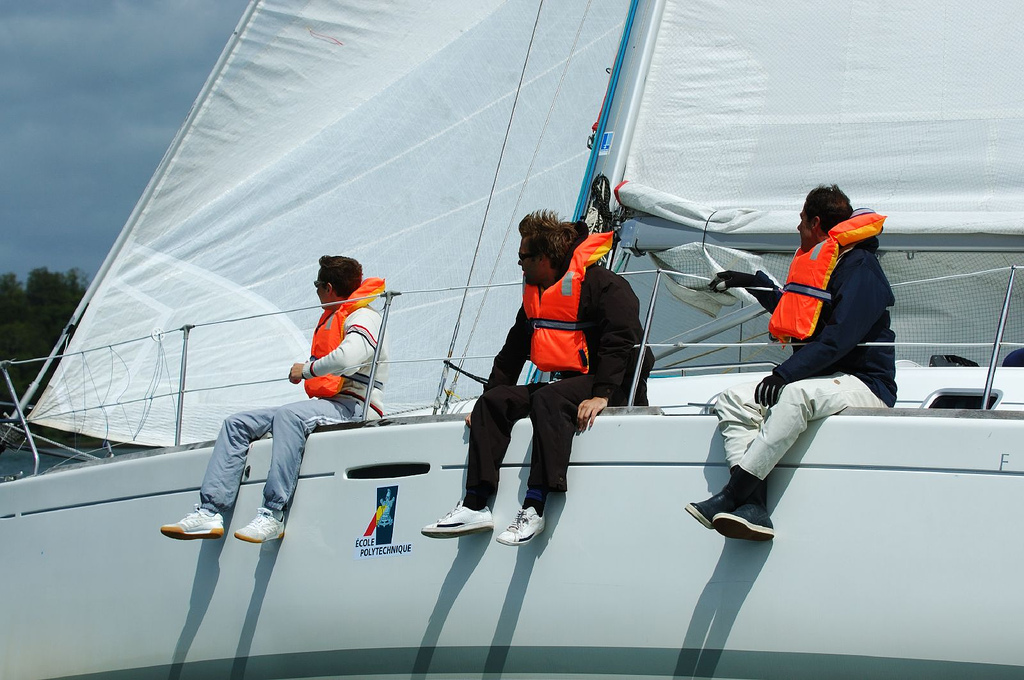
Crew auf der hohen Kante